# Volta Limburg Classic 2017
La Volta Limburg Classic 2017, quarantaquattresima edizione della corsa, valevole come evento dell'UCI Europe Tour 2017 categoria 1.1, si svolse il 1º aprile 2017 su un percorso di 198,6 km, con partenza e arrivo a Eijsden, nei Paesi Bassi. La vittoria fu appannaggio dell'italiano Marco Canola, che concluse la gara in 4h 45' 26" alla media di 41,747 km/h precedendo il belga Xandro Meurisse e l'olandese Nick van der Lijke.
Al traguardo di Eijsden furono 71 i ciclisti, dei 163 alla partenza, che portarono a termine la competizione.

## Squadre e corridori partecipanti
| N.      | Cod. | Squadra                      |
| ------- | ---- | ---------------------------- |
| 1-8     | BMC  | BMC Racing Team              |
| 11-18   | TLJ  | Team Lotto NL-Jumbo          |
| 21-28   | CCC  | CCC Sprandi Polkowice        |
| 31-37   | WGG  | Wanty-Groupe Gobert          |
| 41-48   | NIP  | Nippo-Vini Fantini           |
| 51-58   | SVB  | Sport Vlaanderen-Baloise     |
| 61-68   | RNL  | Roompot-Nederlandse Loterij  |
| 71-78   | WVA  | WB Veranclassic-Aqua Protect |
| 81-88   | BRD  | Bardiani-CSF                 |
| 91-98   | GAZ  | Gazprom-RusVelo              |
| 101-108 | DCR  | Delta Cycling Rotterdam      |

| N.      | Cod. | Squadra                        |
| ------- | ---- | ------------------------------ |
| 112-118 | TVC  | Team VéloConcept               |
| 121-128 | TCO  | Team Coop                      |
| 131-138 | BDC  | Baby-Dump Cyclingteam          |
| 141-148 | PSV  | Pauwels Sauzen-Vastgoedservice |
| 151-156 | SEG  | SEG Racing Academy             |
| 161-168 | MET  | Metec-TKH Continental          |
| 171-178 | MCT  | Monkey Town Continental Team   |
| 181-188 | TIS  | Tarteletto-Isorex              |
| 191-198 | RIW  | Riwal Platform Cycling Team    |
| 201-208 | DJP  | Destil-Jo Piels Cycling Team   |
| 211-218 | LKH  | Team Lotto-Kern Haus           |

## Ordine d'arrivo (Top 10)
| Pos. | Corridore          | Squadra    | Tempo    |
| ---- | ------------------ | ---------- | -------- |
| 1    | Marco Canola       | Nippo      | 4h45'26" |
| 2    | Xandro Meurisse    | Wanty      | s.t.     |
| 3    | Nick van der Lijke | Roompot    | a 4"     |
| 4    | Antoine Warnier    | WB Veran.  | a 51"    |
| 5    | Paul Martens       | Lotto NL   | a 59"    |
| 6    | Jeroen Meijers     | Roompot    | s.t.     |
| 7    | Dimitri Peyskens   | WB Veran.  | s.t.     |
| 8    | Jérôme Baugnies    | Wanty      | s.t.     |
| 9    | Loïc Vliegen       | BMC        | s.t.     |
| 10   | Rob Ruijgh         | Tarteletto | s.t.     |